# Ожидаемая величина измерения (квантовая механика)
Ожидаемая величина измерения (квантовая механика) — вероятностное ожидаемое значение результата эксперимента по измерению в квантовой механике. Её можно рассматривать как среднее значение всех возможных результатов измерения, взвешенное по их вероятности, и, как таковое, оно не является "наиболее" вероятным значением измерения; действительно, ожидаемое значение может иметь нулевую вероятность возникновения (например, измерения, которые могут давать только целочисленные значения, могут иметь нецелочисленное среднее значение). Является фундаментальным понятием во всех областях квантовой физики.

## Популярное определение
Рассмотрим оператор {\displaystyle A}. Тогда ожидаемая величина равна: {\displaystyle \langle A\rangle =\langle \psi |A|\psi \rangle } в обозначениях Дирака, где {\displaystyle |\psi \rangle } нормализованный вектор состояния.

## Математический аппарат
В квантовой теории исходные условия эксперимента по измерению описываются наблюдаемой {\displaystyle A}, подлежащей измерению, и состоянием {\displaystyle \sigma } системы. Ожидаемая величина {\displaystyle A} в состоянии {\displaystyle \sigma } обозначается как {\displaystyle \langle A\rangle _{\sigma }}. Математически, {\displaystyle A} является
самосопряженным оператором в гильбертовом пространстве.
В наиболее часто используемом случае в квантовой механике, {\displaystyle \sigma } является чистым состоянием, описываемым нормализованным вектором {\displaystyle \psi } в гильбертовом пространстве. Ожидаемая величина измерения {\displaystyle A} в состоянии {\displaystyle \psi } определена как:

| {\displaystyle \langle A\rangle _{\psi }=\langle \psi \|A\|\psi \rangle .} | \| \| \| \| \| \| \| \| | (1) |
|                                                                            |                         |     |
|                                                                            |                         |     |
Если рассматривается динамика, то принимается, что либо вектор {\displaystyle \psi }, либо оператор {\displaystyle A} зависят от времени, в зависимости от того, используется представление Шредингера или представление Гейзенберга. Однако эволюция ожидаемого значения не зависит от этого выбора.
Если {\displaystyle A} имеет полный набор собственных векторов {\displaystyle \phi _{j}}, с собственными значениями {\displaystyle a_{j}}, то (1) может быть выражено как

| {\displaystyle \langle A\rangle _{\psi }=\sum _{j}a_{j}\|\langle \psi \|\phi _{j}\rangle \|^{2}.} | \| \| \| \| \| \| \| \| | (2) |
|                                                                                                   |                         |     |
|                                                                                                   |                         |     |
Это выражение похоже на среднее арифметическое и иллюстрирует физический смысл математического формализма: собственные значения {\displaystyle a_{j}} являются возможными результатами эксперимента по измерению, и соответствующий им коэффициент {\displaystyle |\langle \psi |\phi _{j}\rangle |^{2}} - это вероятность того, что этот результат будет получен; его часто называют вероятностью перехода.
Особенно простой случай возникает, когда {\displaystyle A} является проекцией и, следовательно, имеет только собственные значения 0 и 1. Это физически соответствует типу эксперимента "да-нет". В этом случае ожидаемое значение - это вероятность того, что эксперимент приведет к "1", и его можно вычислить как

| {\displaystyle \langle A\rangle _{\psi }=\\|A\|\psi \rangle \\|^{2}.} | \| \| \| \| \| \| \| \| | (3) |
|                                                                       |                         |     |
|                                                                       |                         |     |
В квантовой теории оператор также может иметь недискретный спектр, такой как оператор координаты {\displaystyle X} в квантовой механике. Этот оператор имеет полностью непрерывный спектр, с собственными значениями и собственными векторами, зависящими от непрерывного параметра, {\displaystyle x}. В частности, оператор {\displaystyle X} действует на пространственный вектор {\displaystyle |x\rangle } как {\displaystyle X|x\rangle =x|x\rangle }.
В этом случае вектор {\displaystyle \psi } может быть записан как комплекснозначная функция {\displaystyle \psi (x)} на спектре {\displaystyle X} (обычно реальная линия). Формально это достигается путем проецирования вектора состояния
{\displaystyle |\psi \rangle } на собственные значения оператора, как в дискретном случае {\textstyle \psi (x)\equiv \langle x|\psi \rangle }. Случается, что собственные векторы позиционного оператора образуют полный базис для векторного пространства состояний и, следовательно, подчиняются уравнению замыкания:
{\displaystyle \int |x\rangle \langle x|\,dx\equiv \mathbb {I} }
Вышеизложенное может быть использовано для получения общего интегрального выражения для ожидаемого значения (4), путем вставки идентификаторов в векторное выражение ожидаемого значения, а затем расширения на основе позиции:
{\displaystyle {\begin{aligned}\langle X\rangle _{\psi }&=\langle \psi |X|\psi \rangle =\langle \psi |\mathbb {I} X\mathbb {I} |\psi \rangle =\iint \langle \psi |x\rangle \langle x|X|x'\rangle \langle x'|\psi \rangle dx\ dx'\\&=\iint \langle x|\psi \rangle ^{*}x'\langle x|x'\rangle \langle x'|\psi \rangle dx\ dx'=\iint \langle x|\psi \rangle ^{*}x'\delta (x-x')\langle x'|\psi \rangle dx\ dx'\\&=\int \psi (x)^{*}x\psi (x)dx=\int x\psi (x)^{*}\psi (x)dx=\int x|\psi (x)|^{2}dx\end{aligned}}}
Где условие ортонормированности базисных векторов координат {\displaystyle \langle x|x'\rangle =\delta (x-x')}, уменьшает двойной интеграл до одного интеграла. В последней строке используется модуль комплексной функции для замены {\displaystyle \psi ^{*}\psi } на {\displaystyle |\psi |^{2}}, что является обычной заменой в квантово-механических интегралах.
Затем можно указать ожидаемое значение, где x неограниченно, в виде формулы:

| {\displaystyle \langle X\rangle _{\psi }=\int _{-\infty }^{\infty }\,x\,\|\psi (x)\|^{2}\,dx.} | \| \| \| \| \| \| \| \| | (4) |
|                                                                                                |                         |     |
|                                                                                                |                         |     |
Аналогичная формула справедлива для оператора импульса {\displaystyle P} в системах, где он имеет непрерывный спектр.
Все приведенные выше формулы действительны только для чистых состояний {\displaystyle \sigma }. Важное значение в термодинамике и квантовой оптике также имеют "смешанные состояния"; они описываются положительным оператором класса следа
{\textstyle \rho =\sum _{i}\rho _{i}|\psi _{i}\rangle \langle \psi _{i}|},
"статистический оператор" или "матрица плотности". Затем ожидаемое значение может быть получено как

| {\displaystyle \langle A\rangle _{\rho }=\operatorname {Trace} (\rho A)=\sum _{i}\rho _{i}\langle \psi _{i}\|A\|\psi _{i}\rangle =\sum _{i}\rho _{i}\langle A\rangle _{\psi _{i}}.} | \| \| \| \| \| \| \| \| | (5) |
| |                         |     |
| |                         |     |

## Общая формулировка
В общем случае квантовые состояния {\displaystyle \sigma } описываются положительными нормализованными линейными функционалами на множестве наблюдаемых, математически часто принимаемыми за C*-алгебру. Ожидаемое значение
наблюдаемой {\displaystyle A} дается как

| {\displaystyle \langle A\rangle _{\sigma }=\sigma (A).} | \| \| \| \| \| \| \| \| | (6) |
|                                                         |                         |     |
|                                                         |                         |     |
Если алгебра наблюдаемых действует неприводимо в гильбертовом пространстве, и если {\displaystyle \sigma } является "нормальным функционалом", то есть непрерывным в сверхслабой топологии, то ее можно записать как
{\displaystyle \sigma (\cdot )=\operatorname {Trace} (\rho \;\cdot )}
с положительным оператором класса следа {\displaystyle \rho } следа 1. Это дает формулу (5) выше. В случае чистого состояния, {\displaystyle \rho =|\psi \rangle \langle \psi |} - это проекция на единичный вектор {\displaystyle \psi }. Тогда {\displaystyle \sigma =\langle \psi |\cdot \;\psi \rangle } дает формулу (1) выше.
Предполагается, что {\displaystyle A} является самосопряженным оператором. В общем случае его спектр не будет ни полностью дискретным, ни полностью непрерывным. Тем не менее, можно написать {\displaystyle A} в спектральном разложении,
{\displaystyle A=\int a\,dP(a)}
с помощью измеряемой проектором величины {\displaystyle P}. Для ожидаемого значения {\displaystyle A} в чистом состоянии {\displaystyle \sigma =\langle \psi |\cdot \,\psi \rangle }, это означает
{\displaystyle \langle A\rangle _{\sigma }=\int a\;d\langle \psi |P(a)\psi \rangle ,}
который можно рассматривать как общее обобщение формул (2) и (4) выше.
В нерелятивистских теориях конечного числа частиц (нерелятивистская квантовая механика) рассматриваемые состояния, как правило, являются нормальными. Однако в других областях квантовой теории используются также ненормальные состояния: они появляются, например. в виде состояний KMS в квантовой статистической механике бесконечно протяженных сред,
 и как заряженные состояния в квантовой теории поля.

В этих случаях ожидаемое значение определяется только более общей формулой (6).

## Пример вконфигурационном пространстве
В качестве примера рассмотрим квантово-механическую частицу в одном пространственном измерении в представлении конфигурационного пространства. Здесь гильбертовым пространством {\displaystyle {\mathcal {H}}=L^{2}(\mathbb {R} )} является пространство квадратично интегрируемых функций на вещественной прямой. Векторы {\displaystyle \psi \in {\mathcal {H}}}  представлены функциями {\displaystyle \psi (x)}, называемыми волновыми функциями. Скалярное произведение задается {\textstyle \langle \psi _{1}|\psi _{2}\rangle =\int \psi _{1}^{\ast }(x)\psi _{2}(x)\,dx}. Волновые функции имеют прямую интерпретацию как распределение вероятностей: {\displaystyle p(x)dx=\psi ^{*}(x)\psi (x)dx} дает вероятность нахождения частицы в бесконечно малом интервале длины {\displaystyle dx} в какой-то точке {\displaystyle x}.
В качестве наблюдаемого рассмотрим оператор координаты {\displaystyle Q}, который действует на волновые функции {\displaystyle \psi } как {\displaystyle (Q\psi )(x)=x\psi (x).}
Ожидаемое значение или среднее значение измерений {\displaystyle Q}, выполненных на очень большом количестве "идентичных" независимых систем, будет предоставлено как
{\displaystyle \langle Q\rangle _{\psi }=\langle \psi |Q|\psi \rangle =\int _{-\infty }^{\infty }\psi ^{\ast }(x)\,x\,\psi (x)\,dx=\int _{-\infty }^{\infty }x\,p(x)\,dx.}
Ожидаемое значение существует только в том случае, если интеграл сходится, что не относится ко всем векторам {\displaystyle \psi }. Это связано с тем, что оператор координаты неограничен, и
{\displaystyle \psi } должен быть выбран из его области определения.
В общем случае ожидание любого наблюдаемого может быть рассчитано путем замены {\displaystyle Q} соответствующим оператором. Например, для вычисления среднего импульса используется оператор импульса "в конфигурационном пространстве", {\textstyle P=-i\hbar \,{\frac {d}{dx}}}. Очевидно, его ожидаемое значение равно
{\displaystyle \langle P\rangle _{\psi }=-i\hbar \int _{-\infty }^{\infty }\psi ^{\ast }(x)\,{\frac {d\psi (x)}{dx}}\,dx.}
Вообще говоря, не все операторы описывают измеримые физические величины. Оператор, имеющий чисто вещественное ожидаемое значение, называется наблюдаемым, и его значение может быть непосредственно измерено в эксперименте.

## Комментарии
1. ↑  В этой статье всегда принимается {\displaystyle \psi } за норму 1. Для ненормализованных векторов, {\displaystyle \psi } должен быть заменен на {\displaystyle \psi /\|\psi \|} во всех формулах.
2. ↑  Здесь предполагается, что собственные значения невырождены.

## Дальнейшее чтение
Для обсуждения концептуальных аспектов см.:
- Isham, Chris J. Lectures on Quantum Theory: Mathematical and Structural Foundations. — Imperial College Press, 1995.